# Mon Colle Knights
Mon Colle Knights (六門天外モンコレナイト, Rokumon Tengai Mon Kore Naito), ook bekend onder de titel Six Gates Far Away Mon Colle Knight, is een Japanse mangaserie geschreven door Satoru Akahori en Katsumi Hasegawa, en geïllustreerd door Hideaki Nishikawa. Het oorspronkelijke concept werd ontwikkeld door Hitoshi Yasuda en Group SNE. De serie is gebaseerd op het Monster Collection-ruilkaartspel
Een animeserie, gebaseerd op de manga en geproduceerd door Studio Deen, werd in Nederland uitgezonden op Fox Kids van 24 november 2002 tot en met 11 april 2004 en bestond uit 45 afleveringen.

## Verhaal
De serie volgt Mondo en zijn vriendin Rockna Hiiragi, wiens vader, professor Hiiragi, een methode heeft uitgevonden om te reizen naar de Mon-wereld (Roku Mon Sekai: de Zespoortenwereld, in de Japanse versie), een magische dimensie die wordt bewoond door allerlei wonderlijke wezens. Samen proberen zij zes magische monsterobjecten te vinden die, wanneer ze worden gecombineerd, een verbinding kunnen creëren tussen de Mon-wereld en de Aarde, met als doel beide werelden te verbeteren. Rockna en Mondo vormen samen de Mon Colle Knights. Door het uitspreken van een spreuk (“Met ons zal het lukken!”), kunnen ze fuseren met monsters. Hierdoor kunnen ze deze aansturen in gevechten en ondersteunen met spreuken. In bijna elke aflevering nemen zij het op tegen prins Eccentro (Count Collection in de Japanse versie), de rivaal van professor Hiiragi, en zijn twee vrouwelijke handlangers Gluko en Batch (Gūko en Bachi in de Japanse versie), die eveneens op zoek zijn naar de zes objecten, maar dan met de bedoeling om beide werelden te overheersen.

## Hoofdpersonages

##### Mondo Ooya
Ingesproken door: Tomo Saeki (Japans); Jeremy Baker (Nederlands)
Mondo is een van de hoofdpersonages uit de serie en een leerling van een basisschool in de buurt. Hij is een avontuurlijke jongen die vastberaden is om de Mon-objecten te verzamelen met als doel zijn wereld en de Mon-wereld te verenigen in vrede en vriendschap. Ondanks zijn energieke aard, heeft Mondo een klein probleem: hij flirt voortdurend met mooie meisjes tot ergernis van zijn vriendin Rockna. Hij gebruikt een apparaat met een handschoen om mee te vechten.

##### Rockna Hiiragi
Ingesproken door: Yui Horie (Japans); Melise de Winter (Nederlands)
Rockna is eveneens een hoofdpersonage en de vriendin en klasgenoot van Mondo. Ze beschikt over een bijzondere telepathische gave waarmee ze met monsters kan communiceren. Hoewel Mondo verliefd op haar is, flirt hij regelmatig met andere meisjes, wat Rockna jaloers maakt. Ze gebruikt een speciale staf voor haar lintaanvallen.

##### Professor Hiiragi
Ingesproken door: Shigeru Chiba (Japans); Louis van Beek  (Nederlands)
Professor Hiiragi is Rockna’s vader en een excentrieke wetenschapper met trekjes van een gekke uitvinder. Hij ontdekte de Mon-wereld en streeft ernaar deze wereld bekend te maken aan de mensheid om roem en erkenning te verkrijgen. Zijn laboratorium bevindt zich recht tegenover de school van Mondo en Rockna.

##### Lovestar
Lovestar is een zogenaamde Zeechi die door Rockna werd geadopteerd. Het wezen lijkt op een lichtroze hamster met een rode ster op zijn rug.

##### Cluckputer
Cluckputer is de kipvormige supercomputer van professor Hiiragi. Het apparaat functioneert als zijn persoonlijke computer en begint te kakelen wanneer er een monster in de buurt is.

## Slechteriken

##### Prins Eccentro
Ingesproken door: Kazuhiko Inoue (Japans); Hein van Beem (Nederlands)
Prins Eccentro is een van de belangrijkste antagonisten in de serie. Hij is een excentrieke, ietwat verwijfde, aristocraat die de Mon-wereld wil overheersen. Hij is de uitvinder van de hypnotische Skeitso Beam, waarmee hij monsters onder zijn controle brengt en de strijd aangaat met de Mon Colle Knights. Telkens wanneer Eccentro faalt straft Tanaka hem met slopende trainingen die thematisch passen bij de aflevering.

##### Batch
Ingesproken door: Kyoko Hikami (Japans); Manon Ros (Nederlands)
Batch is Eccentro’s stoere handlanger met een brutale, pittige en vaak sarcastische persoonlijkheid. Ze is doorgaans veel toegewijder aan de kwaadaardige plannen dan de flamboyante Eccentro of de naïeve Gluko. Hoewel Batch regelmatig botst met Eccentro en zich regelmatig ergert aan zijn tegenslagen, is er uiteindelijk sprake van een vertrouwensband.

##### Gluko
Ingesproken door: Yuka Imai (Japans); Hetty Heyting  (Nederlands)
Gluko is Eccentro’s zachtaardige maar naïeve vrouwelijke assistente. Hoewel ze door Eccentro en Batch als dom wordt ervaren, is het meestal Gluko die de twee van informatie voorziet over de wezens in de Mon-wereld. Aan het eind van de aflevering lijkt zij telkens aan de straf te ontsnappen die Tanaka aan Eccentro en Batch uitdeelt.

##### Tanaka
Ingesproken door: Yuji Ueda (Japans); Leo Richardson (Nederlands)
Tanaka is een kleine, oudere man die optreedt als mentor van Eccentro, in opdracht van diens vader. Wanneer Eccentro faalt of zich niet “mannelijk” genoeg gedraagt, straft Tanaka hem met zware trainingssessies die aansluiten bij het thema van de aflevering. Tanaka verschijnt vaak onverwacht op de meest uiteenlopende locaties.